# Dijon FCO
Dijon FCO (celým názvem Dijon Football Côte d'Or) je francouzský fotbalový klub z Dijonu. Byl založen v roce 1998 sloučením klubů Cercle Sportif Laïque Dijonnais a Dijon FC. Svoje domácí utkání hraje na Stade Gaston Gérard s kapacitou cca 16 100 diváků. Klubové barvy jsou červená a bílá.